# Чучалин, Иван Петрович
Иван Петрович Чучалин (род. 15 октября 1925, Тигрицкое, Минусинский район Красноярского края) — специалист в области электроники и ядерной физики, доктор технических наук, профессор кафедры промышленной и медицинской электроники ТПУ, ректор ТИАСУР (1972—1981), ректор ТПИ (1981—1990). Заслуженный деятель науки и техники РСФСР.

## Биография
Родился в селе Тигрицкое Минусинского района Красноярского края в семье столяра и домохозяйки. Учился в школе. В 1943 году из 10 класса средней школы города Артемовска был призван в армию. Зачислен курсантом Военно-пехотного училища в городе Асино Томской области. В августе 1943 года был отправлен на фронт, воевал на Харьковском направлении, получил ранение в руку. После лечения в госпиталях был признан годным к нестроевой службе, учился на курсах военных радиотелеграфистов и отправлен дослуживать. Служил в звании сержанта в 59-м отдельном полку связи в г. Баден (Австрия). В декабре 1945 года был демобилизован.
В 1946 году поступил на электро-физический факультет Томского политехнического института. В 1949 году в институте был проведен отбор на новый «секретный» факультет, связанный с ядерной физикой, и после второго курса Чучалин перевёлся на физико-технический факультет. Учился на факультете по электротехническим предметам у доцента Вадима Никоновича Титова, по электромагнитным направлениям — у Михаила Федосеевича Филиппова, ядерную физику изучал у Бориса Николаевича Родимова.
В 1951 году окончил физико-технический факультет ТПИ по специальности «Ускорители заряженных частиц».
С 1951 по 1954 год учился в аспирантуре ТПИ. В 1955 году защитил кандидатскую диссертацию на тему «Разработка и исследование электрических схем импульсного бетатрона с энергией ускоренных электронов до 100 МэВ». Получил учёную степень кандидата технических наук. С 1954 года работал старшим инженером, начальником научной лаборатории № 2 физико-технического факультета, старшим научным сотрудником, начальником отдела, заместителем главного инженера института.
В 1958—1968 годах занимал должность директора НИИ ядерной физики, электроники и автоматики при ТПИ. В 1957 году правительственным постановлением было предписано построить три ядерных исследовательских реактора в качестве базы для подготовки кадров для атомной промышленности — в МИФИ, Уральском политехническом и ТПИ. Чучалин принимал участие в создании синхротрона «Сириус» и сооружении в НИИЯФ исследовательского ядерного реактора. Построенный в Томске «Сириус» представлял собой электронный синхротрон на энергию до 1.5 ГэВ. В 1965 году был осуществлён его физический запуск. В 1970—1972 годах Чучалин работал научным руководителем объекта «Сириус» НИИ ЯФ, возглавлял сектор высоких энергий для подготовки и проведения физических экспериментов.
В 1968—1970 годах учился в докторантуре института. В 1971 году защитил докторскую диссертацию на тему «Основные вопросы разработки, исследование и усовершенствование синхротрона на 1,5 ГэВ». С 1971 года — профессор кафедры «Электрофизические установки и ускорители». Читал студентам курсы лекций «Элементы устройств релейной защиты и автоматики электроэнергетических систем», «Ускорители заряженных частиц», «Промышленная электроника», «Электронные приборы», «Электроника и микропроцессорная техника в машиностроении» и др.
В 1972—1981 годах — ректор Томского института автоматизированных систем управления и радиоэлектроники (ТИАСУР), в 1981 году был назначен ректором Томского политехнического института. С 1990 года — профессор кафедры промышленной и медицинской электроники Томского политехнического университета. За годы работы в институте подготовил 18 кандидатов и несколько докторов наук.
Область научных интересов: ускорители заряженных частиц, автоматизированные системы управления, промышленная электроника.

## Награды и звания
- Почётный гражданин города Томска.
- Заслуженный деятель науки и техники РСФСР (1985)
- Орден «Знак Почёта» (1961)
- Орден Трудового Красного Знамени (1971, 1981)
- Орден Отечественной войны I степени (1985)
- Орден «За заслуги перед Отечеством» IV степени (1996)
- 12 правительственных медалей, в том числе «За боевые заслуги».